# Petronila Neira
Petronila Neira (nacido como Petronila Neira Bustos, en 1881 en la ciudad de Coronel, Chile) fue una joven costurera, cuyo trágico asesinato en 1910 la convirtió en una figura de devoción popular en Concepción.

## Reseña biográfica
Poco se sabe de la vida de Petronila previo a su brutal asesinato.
Margarita Burboa y Carmen Neira Bustos, prima y hermana respectivamente, describieron a Petronila como una mujer soltera, natural de Coronel, hija de Bernardo Neira y Pioquinta Bustos. Vivía en un conventillo en calle de las Heras N° 1192. Asimismo, señalan que Neira llevaba ejerciendo el oficio de aparadora un poco más de un año.
Conforme a las investigaciones del caso, llevadas por el Diario el Sur, se da cuenta de que Petronila se encontraba emparejada con Arturo Retamal, un hombre violento y manipulador. Cansada de las continuas golpizas y celos de su pareja, ella se radica en Concepción donde sigue ejerciendo su labor como Aparadora de manera sumamente precaria, arrendando una pieza.
Debido a la negativa de Retamal de terminar con la relación, éste siguió a su expareja hasta Concepción empleándose en el Servicio de Alcantarillado, proyecto que a partir de 1909 había comenzado a ejecutarse en la ciudad junto a la red de agua potable. 
Tras haber regresado a la relación, en un descuido y debido a un ataque de celos, Retamal asesina a sangre fría a Neira, lanzando su cuerpo inerte y desnudo a la Laguna Redonda. 

## Femicidio

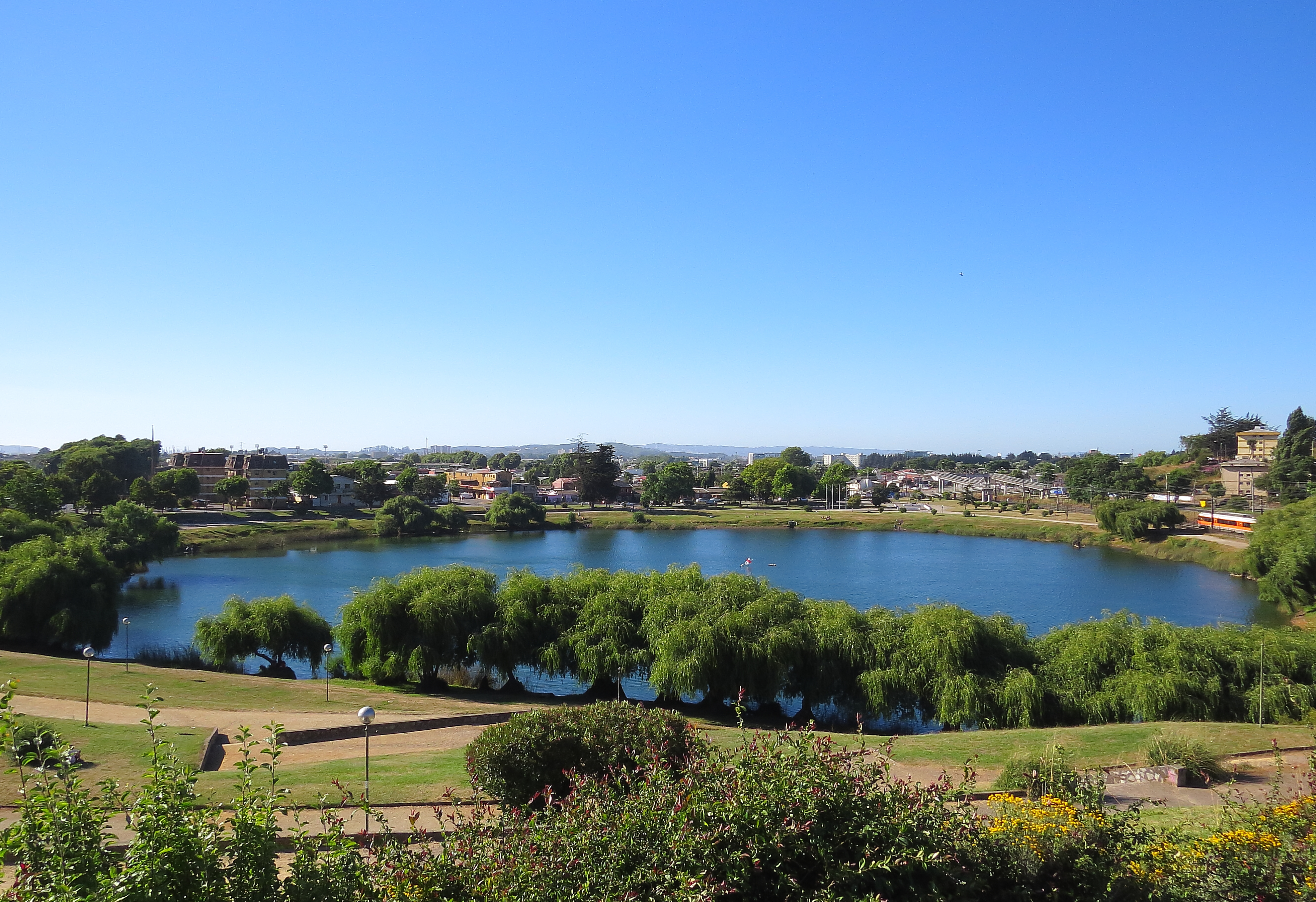
Laguna Redonda de Concepción

En octubre de 1910, su cuerpo fue encontrado en la Laguna Redonda de Concepción, dentro de un saco lastrado con piedras y con signos de haber sido degollada. El hallazgo conmocionó a la comunidad local, especialmente porque nadie reclamó su cuerpo en un principio. 
La investigación policial de la época identificó a los responsables del crimen: su pareja, Arturo Retamal, un marino mercante conocido por su carácter violento, y Pedro Carrillo, un amigo de este. 
Según fuentes historiográficas, después de haber estado tomando un poco de vino con Carrillo el día del crimen, Retamal se puso celoso de que Petronila caminara al lado de su amigo. Entonces, en un descuido, la degolló, desnudó y, atando su cuerpo con piedras, la tiró a la laguna.
Ambos fueron detenidos y enfrentaron juicio por el asesinato de Petronila, siendo fusilados.
En palabras de Eduardo Solís Álvarez, docente de la Universidad del Bío Bío, el crimen de Petronila Neira se circunscribe en la tipología “femicidio íntimo”, el que se define como "asesinatos cometidos por hombres con quien la víctima tenía o tuvo una relación íntima, familiar, de convivencia u otros afines".

## Cultura Popular
Tras su muerte, Petronila Neira se convirtió en una "santa popular" para los habitantes de Concepción. Su tumba en el Cementerio General de la ciudad se transformó en un lugar de peregrinación, donde numerosos devotos acuden a pedir favores y agradecer milagros atribuidos a su intercesión. La animita de Petronila está constantemente adornada con flores y placas de agradecimiento, reflejando la profunda conexión de la comunidad con su figura.
El grupo musical "Pehuén", canta en su honor:
Mi vida, en la Laguna Redonda
Mi vida, muy cerca, muy cerca del matorral
Mi vida, mataron, mataron a Petronila
Mi vida, Carrillo con Retamal
Mi vida, en la, en la Laguna Redonda.
Retamal y Carrillo
Mi vida, los han tomado
Porque han muerto a Petronila
Mi vida, los condenaron
Retamal y Carrillo
Mi vida, los han tomado
Los condenaron sí
Mi vida, llora Carrillo
De encontrarse en la cárcel
Mi vida es un martirio
Anda llora Carrillo
Mi vida, como un cuchillo.
La historia de Petronila Neira es un ejemplo de cómo una tragedia personal puede trascender en el tiempo, convirtiéndose en parte del patrimonio cultural y espiritual de una comunidad.

"El último vuelo de la Petronila". Famosa obra del artista chileno José Antonio Maino, ganador del premio a obra artística del año en el Festival de Arte Roxana Vega.